# Сельсоветы, сельские округа и поссоветы Калужской области
Сельсоветы Калужской области — административно-территориальные единицы в составе районов, существовавшие до 2010 года (в подчинении города Калуги до 1999 года) и объекты статистического учёта в ОКАТО, использовавшиеся до 2016 года. Также слово сельсовет используется в названии 2 муниципальных образований со статусом сельского поселения в составе 1 муниципального района.

## История
В основном сельсоветы на территории современной Калужской области появились с 1920-х годов. Сама область была образована Указом Президиума Верховного Совета СССР от 5 июля 1944 года за счёт разукрупнения Московской, Орловской, Смоленской и Тульской областей.
После распада СССР сельсоветы сохранялись в качестве административно-территориальных единиц до апреля 2010 года и использовались, наряду с другими, в качестве органов местного самоуправления (муниципальных образований) до 2006 года:
- сельсовет — административно-территориальная единица, включающая территорию с несколькими населёнными пунктами[4];

- сельсовет — территориальное объединение сельских поселений, имеющих общую границу[3].

Как правило, сельсоветам как административно-территориальным единицам соответствовали сельсоветы как муниципальные образования. В отдельных случаях, однако, в границах сельсоветов создавались самостоятельные сельские муниципальные образования областного подчинения.
С конца 2004 года была проведена реформа местного самоуправления, Калуга и Обнинск были наделены статусом городского округа, остальные муниципальные образования были преобразованы в муниципальные районы и входящие в их состав городские и сельские поселения. Название сельсовет сохранили два сельских поселения, включённые в Ферзиковский район: Бебелевский сельсовет, Октябрьский сельсовет.
Законом Калужской области от 23 апреля 2010 года № 5-ОЗ сельсоветы как административно-территориальные единицы были упразднены.
Как объекты статистического учёта в ОКАТО сельсоветы были исключены с 1 января 2016 года.

## Список сельсоветов

### Сельсоветы (сельские округа) Калуги
Сельсоветы, подчинявшиеся внутригородским районам Калуги, были преобразованы к 1999 году в сельские округа, сами районы были в том же году преобразованы в округа. Сельские округа определялись как территориальные единицы, образованные в пригородной зоне Калуги и входящие в состав округов, для повышения эффективности управления сельскими поселениями и территориями.
Решением Городской Думы от 8 июля 2009 года № 104 сельские округа были упразднены. Округа были упразднены Решением от 14 августа 2015 года № 150.
| № | Сельсовет (сельский округ) | Район (округ) |
| - | -------------------------- | ------------- |
| 1 | Муратовский                | Московский    |
| 2 | Новоильинский              | Октябрьский   |
| 3 | Ольговский                 | Октябрьский   |
| 4 | Плетенёвский               | Ленинский     |
| 5 | Ромодановский              | Ленинский     |
| 6 | Спасский                   | Московский    |
| 7 | Черносвитинский            | Московский    |
| 8 | Шопинский                  | Ленинский     |

### Сельсоветы и поссоветы районов
| №          | Сельсовет                  | Муниципальное образование                              | Район            |
| ---------- | -------------------------- | ------------------------------------------------------ | ---------------- |
| 1          | Авдеевский                 | СП деревня Авдеевка                                    | Хвастовичский    |
| 2          | Авчуринский                | СП село Авчурино                                       | Ферзиковский     |
| 3          | Агарышевский               | СП деревня Хвощи                                       | Износковский     |
| 4          | Адуевский                  | СП село Адуево                                         | Медынский        |
| 5          | Акимовский                 | СП деревня Акимовка                                    | Жиздринский      |
| 6          | Алексеевский               | СП деревня Алексеевка                                  | Износковский     |
| 7          | Алешинский                 | СП село Гаврики                                        | Мещовский        |
| 8          | Алнерский                  | СП деревня Алнеры                                      | Сухиничский      |
| 9          | Антопьевский               | СП село Бабынино                                       | Бабынинский      |
| 10         | Аристовский                | СП деревня Аристово                                    | Ферзиковский     |
| 11         | Асеньевский                | СП деревня Асеньевское                                 | Боровский        |
| 12         | Асмоловский                | СП деревня Асмолово                                    | Барятинский      |
| 13         | Атрепьевский               | СП деревня Совьяки                                     | Боровский        |
| 14         | Ахлебининский              | СП село Ахлебинино                                     | Перемышльский    |
| 15         | Бабынинский                | СП посёлок Бабынино                                    | Бабынинский      |
| 16         | Барсуковский               | СП деревня Барсуки                                     | Дзержинский      |
| 17         | Барятинский                | СП село Барятино                                       | Барятинский      |
| 18         | Барятинский                | СП село Барятино                                       | Тарусский        |
| 19         | Бахмутовский               | СП деревня Бахмутово                                   | Барятинский      |
| 20         | Бебелевский                | СП Бебелевский сельсовет                               | Ферзиковский     |
| 21         | Белкинский                 | СП село Совхоз Боровский                               | Боровский        |
| 22         | Беляевский                 | СП деревня Беляево                                     | Юхновский        |
| 23         | Бережковский               | СП село Бережки                                        | Кировский        |
| 24         | Березичский                | СП село Березичский стеклозавод                        | Козельский       |
| 25         | Берестнянский              | СП село Колодяссы                                      | Хвастовичский    |
| 26         | Бетлицкий                  | СП посёлок Бетлица                                     | Куйбышевский     |
| 27         | Богданинский               | СП посёлок Дугна                                       | Ферзиковский     |
| 28         | Большежелтоуховский        | СП деревня Малая Песочня                               | Кировский        |
| 29         | Большесавкинский           | СП деревня Большие Савки                               | Кировский        |
| 30         | Бордуковский               | СП деревня Бордуково                                   | Сухиничский      |
| 31         | Борищевский                | СП село Борищево                                       | Перемышльский    |
| 32         | Боровенский                | СП село Боровенск                                      | Мосальский       |
| 33         | Бояновичский               | СП село Бояновичи                                      | Хвастовичский    |
| 34         | Брынский                   | СП село Брынь                                          | Думиничский      |
| 35         | Брынцовский                | СП село Стрельна                                       | Сухиничский      |
| 36         | Буднянский                 | СП село Буднянский                                     | Спас-Деменский   |
| 37         | Будский                    | СП деревня Буда                                        | Думиничский      |
| 38         | Буканский                  | СП село Букань                                         | Людиновский      |
| 39         | Бурнашевский               | СП село Бурнашево                                      | Козельский       |
| 40         | Бутчинский                 | СП село Бутчино                                        | Куйбышевский     |
| 41         | Верзебневский              | СП деревня Игнатовка                                   | Людиновский      |
| 42         | Вёртненский                | СП село Вёртное                                        | Думиничский      |
| 43         | Верхнепесоченский          | СП деревня Верхняя Песочня                             | Кировский        |
| 44         | Верховской                 | СП деревня Верховая                                    | Сухиничский      |
| 45         | Ветьмицкий                 | СП село Бутчино                                        | Куйбышевский     |
| 46         | Войловский                 | СП деревня Заболотье                                   | Людиновский      |
| 47         | Волковский                 | СП село Волковское                                     | Тарусский        |
| 48         | Волконский                 | СП село Волконское                                     | Козельский       |
| 49         | Воловский                  | СП село Волое                                          | Кировский        |
| 50         | Воробьёвский               | СП село Истье                                          | Жуковский        |
| 51         | Воробьёвский               | СП деревня Воробьёво                                   | Малоярославецкий |
| 52         | Воронинский                | СП село Утешево                                        | Бабынинский      |
| 53         | Воронинский                | СП деревня Воронино                                    | Мосальский       |
| 54         | Воротынский                | СП село Калужская опытная сельскохозяйственная станция | Перемышльский    |
| 55         | Воскресенский              | СП село Воскресенск                                    | Кировский        |
| 56         | Воткинский                 | СП село Бояновичи                                      | Хвастовичский    |
| 57         | Выползовский               | СП деревня Выползово                                   | Кировский        |
| 58         | Высокиничский              | СП село Высокиничи                                     | Жуковский        |
| 59         | Высокский                  | СП деревня Высокое                                     | Думиничский      |
| 60         | Гавриковский               | СП село Гаврики                                        | Мещовский        |
| 61         | Гавриловский               | СП деревня Гавриловка                                  | Кировский        |
| 62         | Галкинский                 | СП деревня Галкино                                     | Дзержинский      |
| 63         | Глазковский                | СП деревня Глазково                                    | Сухиничский      |
| 64         | Глуховский                 | СП деревня Глухово                                     | Медынский        |
| 65         | Горбачёвский               | СП село Боровенск                                      | Мосальский       |
| 66         | Горский                    | СП деревня Горки                                       | Перемышльский    |
| 67         | Грабцевский                | СП село Грабцево                                       | Ферзиковский     |
| 68         | Гремячевский               | СП село Гремячево                                      | Перемышльский    |
| 69         | Григоровской               | СП деревня Григоровское                                | Перемышльский    |
| 70         | Григорьевский              | СП село Мокрое                                         | Куйбышевский     |
| 71         | Груздовский                | СП посёлок Раменский                                   | Мосальский       |
| 72         | Гульцовский                | СП деревня Верхнее Гульцово                            | Думиничский      |
| 73         | Гусевский                  | СП деревня Гусево                                      | Медынский        |
| 74         | Дабужский                  | СП село Дабужа                                         | Сухиничский      |
| 75         | Давыдовский                | СП деревня Сени                                        | Дзержинский      |
| 76         | Дворцовский                | СП село Дворцы                                         | Дзержинский      |
| 77         | Дегонский                  | СП деревня Бахмутово                                   | Барятинский      |
| 78         | Детчинский                 | СП посёлок Детчино                                     | Малоярославецкий |
| 79         | Дешовский                  | СП деревня Дешовки                                     | Козельский       |
| 80         | Добринский                 | СП село Ворсино                                        | Боровский        |
| 81         | Добровский                 | СП деревня Крисаново-Пятница                           | Барятинский      |
| 82         | Домашовский                | СП железнодорожная станция Кудринская                  | Мещовский        |
| 83         | Дубровский                 | СП деревня Дубровка                                    | Думиничский      |
| 84         | Дубровский                 | СП село Дуброво                                        | Кировский        |
| 85         | Думиничский                | СП деревня Думиничи                                    | Думиничский      |
| 86         | Дурневский                 | СП деревня Сени                                        | Дзержинский      |
| 87         | Еленский                   | СП посёлок Еленский                                    | Хвастовичский    |
| 88         | Емельяновский              | СП деревня Емельяновка                                 | Юхновский        |
| 89         | Ерденевский                | СП деревня Ерденево                                    | Малоярославецкий |
| 90         | Ермоловский                | СП деревня Ермолово                                    | Сухиничский      |
| 91         | Желябужский                | СП деревня Ястребовка                                  | Ферзиковский     |
| 92         | Жерелевский                | СП село Жерелево                                       | Куйбышевский     |
| 93         | Жилетовский                | СП деревня Жилетово                                    | Дзержинский      |
| 94         | Заболотский                | СП деревня Заболотье                                   | Людиновский      |
| 95         | Закрутовский               | СП село Мокрое                                         | Куйбышевский     |
| 96         | Захаринский                | СП деревня Людково                                     | Мосальский       |
| 97         | Захаровский                | СП деревня Захарово                                    | Малоярославецкий |
| 98         | Звизжевский                | СП Угорское                                            | Дзержинский      |
| 98.000001  | Зимницкий                  | СП село Новослободск                                   | Думиничский      |
| 99         | Зимницкий                  | СП село Бутчино                                        | Куйбышевский     |
| 100        | Зуднинский                 | СП деревня Зудна                                       | Ферзиковский     |
| 101        | Игнатовский                | СП деревня Игнатовка                                   | Людиновский      |
| 102        | Извольский                 | СП село Извольск                                       | Износковский     |
| 103        | Износковский               | СП село Износки                                        | Износковский     |
| 104        | Ильинский                  | СП село Ильинское                                      | Малоярославецкий |
| 105        | Ильинский                  | СП село Ильинское                                      | Перемышльский    |
| 106        | Ильинский                  | СП деревня Похвиснево                                  | Тарусский        |
| 107        | Ипотский                   | СП деревня Болва                                       | Спас-Деменский   |
| 108        | Казаковский                | ГП город Мещовск                                       | Мещовский        |
| 109        | Калуговский                | СП деревня Долгое                                      | Мосальский       |
| 110        | Каменский                  | СП деревня Каменка                                     | Козельский       |
| 111        | Карамышевский              | СП деревня Редькино                                    | Дзержинский      |
| 112        | Карповский                 | СП деревня Ястребовка                                  | Ферзиковский     |
| 113        | Карцевский                 | ГП город Мещовск                                       | Мещовский        |
| 114        | Карцовский                 | СП деревня Карцово                                     | Дзержинский      |
| 115        | Киреевский                 | СП деревня Киреевское-Первое                           | Козельский       |
| 116        | Клёновский                 | СП посёлок Еленский                                    | Хвастовичский    |
| 117        | Клетинский                 | СП село Серпейск                                       | Мещовский        |
| 118        | Климовский                 | СП село Климов Завод                                   | Юхновский        |
| 119        | Кожуховский                | СП село Совхоз Чкаловский                              | Дзержинский      |
| 120        | Козловский                 | СП деревня Большие Козлы                               | Перемышльский    |
| 121        | Коллонтаевский             | СП село Коллонтай                                      | Малоярославецкий |
| 122        | Колодезский                | СП село Богдановы Колодези                             | Сухиничский      |
| 123        | Колчинский                 | СП деревня Манино                                      | Людиновский      |
| 124        | Кольцовский                | СП село Кольцово                                       | Ферзиковский     |
| 125        | Корекозевский              | СП село Корекозево                                     | Перемышльский    |
| 126        | Кореневский                | СП село Совхоз Коллективизатор                         | Жиздринский      |
| 127        | Корнеевский                | СП деревня Михальчуково                                | Медынский        |
| 128        | Коростелевский             | СП деревня Асеньевское                                 | Боровский        |
| 129        | Корсаковский               | СП деревня Корсаково                                   | Жуковский        |
| 130        | Космачёвский               | СП деревня Игнатовка                                   | Людиновский      |
| 131        | Которский                  | СП село Которь                                         | Думиничский      |
| 132        | Кошняковский               | СП село Льнозавод                                      | Износковский     |
| 133        | Красненский                | СП село Красное                                        | Хвастовичский    |
| 134        | Красногороденский          | СП деревня Красный Городок                             | Ферзиковский     |
| 135        | Красноможайский            | СП село Дашино                                         | Мосальский       |
| 136        | Краснооктябрьский          | СП деревня Посконь                                     | Мосальский       |
| 137        | Краснохолмский             | СП село Барятино                                       | Барятинский      |
| 138        | Кременский                 | СП село Кременское                                     | Медынский        |
| 139        | Кривский                   | СП деревня Кривское                                    | Боровский        |
| 140        | Кривцовский                | СП деревня Бронцы                                      | Ферзиковский     |
| 141        | Крисаново-Пятницкий        | СП деревня Крисаново-Пятница                           | Барятинский      |
| 142        | Крюковский                 | СП деревня Погореловка                                 | Юхновский        |
| 143        | Кудиновский                | СП село Кудиново                                       | Малоярославецкий |
| 144        | Кудринский                 | СП железнодорожная станция Кудринская                  | Мещовский        |
| 145        | Кудрявецкий                | СП село Кудрявец                                       | Хвастовичский    |
| 146        | Кузьминичский              | СП село Жерелево                                       | Куйбышевский     |
| 147        | Кузьмищевский              | СП село Кузьмищево                                     | Тарусский        |
| 148        | Куракинский                | СП село Утешево                                        | Бабынинский      |
| 149        | Кутузовский                | СП село Спас-Загорье                                   | Малоярославецкий |
| 150        | Куяво-Курганский           | СП село Заречный                                       | Людиновский      |
| 151        | Лавровский                 | СП деревня Лавровск                                    | Козельский       |
| 152        | Лазинский                  | СП село Лазинки                                        | Спас-Деменский   |
| 153        | Лаптевский                 | СП посёлок Молодёжный                                  | Мещовский        |
| 154        | Лев-Толстовский            | СП село Льва Толстого                                  | Дзержинский      |
| 155        | Левшинский                 | СП село Вознесенье                                     | Тарусский        |
| 156        | Ленский                    | СП деревня Путогино                                    | Мосальский       |
| 157        | Ловатский                  | СП село Ловать                                         | Хвастовичский    |
| 158        | Лопатинский                | СП село Лопатино                                       | Тарусский        |
| 159        | Лосинский                  | СП деревня Буда                                        | Кировский        |
| 160        | Луначарский                | СП деревня Варваровка                                  | Медынский        |
| 161        | Луневский                  | СП деревня Озеро                                       | Юхновский        |
| 162        | Лысковский                 | СП деревня Михали                                      | Износковский     |
| 163        | Любунский                  | СП село Любунь                                         | Спас-Деменский   |
| 164        | Людковский                 | СП деревня Людково                                     | Мосальский       |
| 165        | Макаровский                | СП село Макарово                                       | Перемышльский    |
| 166        | Маклаковский               | СП село Маклаки                                        | Думиничский      |
| 167        | Маклинский                 | СП село Маклино                                        | Малоярославецкий |
| 168        | Маковецкий                 | СП деревня Никольское                                  | Дзержинский      |
| 169        | Максимовский               | СП село Головтеево                                     | Малоярославецкий |
| 170        | Мамоновский                | СП деревня Высокое                                     | Куйбышевский     |
| 171        | Манинский                  | СП деревня Манино                                      | Людиновский      |
| 172        | Мармыжовский               | СП посёлок Молодёжный                                  | Мещовский        |
| 173        | Марьинский                 | СП деревня Рыляки                                      | Юхновский        |
| 174        | Масловский                 | СП деревня Маслово                                     | Думиничский      |
| 175        | Машковский                 | СП село Совхоз Победа                                  | Жуковский        |
| 176        | Милеевский                 | СП деревня Высокое                                     | Куйбышевский     |
| 177        | Милеевский                 | СП село Милеево                                        | Хвастовичский    |
| 178        | Милотичский                | СП деревня Асмолово                                    | Барятинский      |
| 179        | Михеевский                 | СП деревня Михеево                                     | Малоярославецкий |
| 180        | Мокровский                 | СП село Мокрое                                         | Куйбышевский     |
| 181        | Морозовский                | СП село Хотень                                         | Сухиничский      |
| 182        | Мосурский                  | СП деревня Крисаново-Пятница                           | Барятинский      |
| 183        | Мочальниковский            | СП деревня Ореховня                                    | Износковский     |
| 184        | Мошонский                  | СП железнодорожная станция Кудринская                  | Мещовский        |
| 185        | Мощинский                  | СП посёлок Раменский                                   | Мосальский       |
| 186        | Муромцевский               | СП село Муромцево                                      | Бабынинский      |
| 187        | Мятлевский                 | СП посёлок Мятлево                                     | Износковский     |
| 188        | Мячковский                 | СП село Муромцево                                      | Бабынинский      |
| 189        | Неделенский                | СП село Недельное                                      | Малоярославецкий |
| 190        | Недетовский                | СП село Совхоз Чкаловский                              | Дзержинский      |
| 191        | Некрасовский               | СП Угорское                                            | Дзержинский      |
| 192        | Некрасовский               | СП село Некрасово                                      | Тарусский        |
| 193        | Нестеровский               | СП деревня Нестеровы                                   | Спас-Деменский   |
| 194        | Нехочский                  | СП деревня Нехочи                                      | Хвастовичский    |
| 195        | Нижнепрысковский           | СП село Нижние Прыски                                  | Козельский       |
| 196        | Никитинский                | СП деревня Акимовка                                    | Жиздринский      |
| 197        | Никитский                  | СП село Никитское                                      | Медынский        |
| 198        | Никольский                 | СП село Бабынино                                       | Бабынинский      |
| 199        | Никольский                 | СП деревня Никольское                                  | Дзержинский      |
| 200        | Новоалександровский        | СП хутор Новоалександровский                           | Спас-Деменский   |
| 201        | Овсорокский                | СП село Овсорок                                        | Жиздринский      |
| 202        | Огорский                   | СП село Огорь                                          | Жиздринский      |
| 203        | Октябрьский                | СП Октябрьский сельсовет                               | Ферзиковский     |
| 204        | Остроженский               | СП Угорское                                            | Дзержинский      |
| 205        | Павлиновский               | СП село Павлиново                                      | Спас-Деменский   |
| 206        | Палатковский               | СП деревня Колыхманово                                 | Юхновский        |
| 207        | Палькевичский              | СП село Кудрявец                                       | Хвастовичский    |
| 208        | Парфёновский               | СП деревня Теплово                                     | Спас-Деменский   |
| 209        | Пеневичский                | СП село Пеневичи                                       | Хвастовичский    |
| 210        | Передельский               | СП село Передел                                        | Медынский        |
| 211        | Передольский               | СП деревня Верховье                                    | Жуковский        |
| 212        | Перенежский                | СП село Сильковичи                                     | Барятинский      |
| 213        | Песоченский                | СП деревня Песочня                                     | Перемышльский    |
| 214        | Петровский                 | СП село Студенец                                       | Жиздринский      |
| 215        | Печковский                 | СП деревня Игнатовка                                   | Людиновский      |
| 216        | Плосковский                | СП деревня Плоское                                     | Юхновский        |
| 217        | Плюсковский                | СП деревня Плюсково                                    | Козельский       |
| 218        | Погореловский              | СП деревня Погореловка                                 | Перемышльский    |
| 219        | Подборский                 | СП деревня Подборки                                    | Козельский       |
| 220        | Подбужский                 | СП село Подбужье                                       | Хвастовичский    |
| 221        | Покровский                 | СП село Покровск                                       | Козельский       |
| 222        | Покровский                 | ГП город Мещовск                                       | Мещовский        |
| 223        | Покровский                 | СП деревня Покровское                                  | Перемышльский    |
| 224        | Полотняно-Заводский        | СП деревня Старки                                      | Дзержинский      |
| 225        | Полюдовский                | СП село Студенец                                       | Жиздринский      |
| 226        | Понизовский                | СП деревня Понизовье                                   | Спас-Деменский   |
| 227        | Попелёвский                | СП село Попелёво                                       | Козельский       |
| 228        | Попковский                 | СП село Брынь                                          | Сухиничский      |
| 229        | Порослицкий                | СП деревня Порослицы                                   | Юхновский        |
| 230        | Поселково-Воротынский      | ГП посёлок Воротынск                                   | Бабынинский      |
| 231        | посёлок санатория «Восход» | СП село Восход                                         | Жуковский        |
| 232        | Посконский                 | СП деревня Посконь                                     | Мосальский       |
| 233        | Прудковский                | СП деревня Прудки                                      | Малоярославецкий |
| 234        | Путогинский                | СП деревня Путогино                                    | Мосальский       |
| 235        | Пятницкий                  | СП село Бабынино                                       | Бабынинский      |
| 236        | Радождевский               | СП деревня Радождево                                   | Сухиничский      |
| 237        | Раменский                  | СП посёлок Раменский                                   | Мосальский       |
| 238        | Растворовский              | ГП город Мещовск                                       | Мещовский        |
| 239        | Рождественский             | СП село Муромцево                                      | Бабынинский      |
| 240        | Рощинский                  | СП село Совхоз Боровский                               | Боровский        |
| 241        | Рощинский                  | СП село Роща                                           | Тарусский        |
| 242        | Руднянский                 | СП деревня Рудня                                       | Дзержинский      |
| 243        | Рябцевский                 | СП деревня Рябцево                                     | Малоярославецкий |
| 244        | Рязанцевский               | СП посёлок Молодёжный                                  | Мещовский        |
| 245        | Сабуровщинский             | СП село Сабуровщино                                    | Бабынинский      |
| 246        | Савинский                  | СП деревня Савино                                      | Мосальский       |
| 247        | Сашкинский                 | СП село Сашкино                                        | Ферзиковский     |
| 248        | Свердловский               | СП деревня Брюхово                                     | Медынский        |
| 248.000002 | Селивановский              | СП село Ферзиково                                      | Ферзиковский     |
| 249        | Селиченский                | СП деревня Гачки                                       | Мосальский       |
| 250        | Сенинский                  | СП деревня Сенино-Первое                               | Козельский       |
| 251        | Серпейский                 | СП село Серпейск                                       | Мещовский        |
| 252        | Сивцевский                 | СП село Петрищево                                      | Тарусский        |
| 253        | Сильковичский              | СП село Сильковичи                                     | Барятинский      |
| 254        | Сильковский                | СП деревня Сильково                                    | Перемышльский    |
| 255        | Слаутинский                | ГП город Мещовск                                       | Мещовский        |
| 256        | Слободской                 | СП село Слобода                                        | Хвастовичский    |
| 257        | Снопотской                 | СП деревня Снопот                                      | Спас-Деменский   |
| 258        | Соболевский                | СП деревня Соболевка                                   | Сухиничский      |
| 259        | Советский                  | СП село Совхоз Коллективизатор                         | Жиздринский      |
| 260        | Совьяковский               | СП деревня Совьяки                                     | Боровский        |
| 261        | Спасский                   | СП деревня Асмолово                                    | Барятинский      |
| 262        | Стаицкий                   | СП деревня Стайки                                      | Спас-Деменский   |
| 263        | Стайковский                | СП деревня Стайки                                      | Хвастовичский    |
| 264        | Степановский               | СП деревня Романово                                    | Медынский        |
| 265        | Стрельнинский              | СП село Сабуровщино                                    | Бабынинский      |
| 266        | Субботниковский            | СП деревня Субботники                                  | Сухиничский      |
| 267        | Сугоновский                | СП деревня Сугоново                                    | Ферзиковский     |
| 268        | Тарасковский               | СП село Боровенск                                      | Мосальский       |
| 269        | Тарутинский                | СП село Тарутино                                       | Жуковский        |
| 270        | Татаринский                | СП село Татаринцы                                      | Сухиничский      |
| 271        | Терпиловский               | СП село Серпейск                                       | Мещовский        |
| 272        | Тибекский                  | СП деревня Куркино                                     | Юхновский        |
| 273        | Торбеевский                | СП посёлок Юбилейный                                   | Малоярославецкий |
| 274        | Троицкий                   | СП село Троицкое                                       | Жуковский        |
| 275        | Троицкий                   | СП село Жерелево                                       | Куйбышевский     |
| 276        | Троицкий                   | СП деревня Чемоданово                                  | Юхновский        |
| 277        | Троснянский                | СП село Шлиппово                                       | Сухиничский      |
| 278        | Тростьевский               | СП деревня Тростье                                     | Жуковский        |
| 279        | Трубецкой                  | СП деревня Алекино                                     | Тарусский        |
| 280        | Трубинский                 | СП село Трубино                                        | Жуковский        |
| 281        | Трубицынский               | СП деревня Шумятино                                    | Малоярославецкий |
| 282        | Туровский                  | СП деревня Ивановское                                  | Износковский     |
| 283        | Тягаевский                 | СП деревня Тягаево                                     | Кировский        |
| 284        | Улановский                 | СП деревня Михеево                                     | Медынский        |
| 285        | Улемецкий                  | СП село Овсорок                                        | Жиздринский      |
| 286        | Ульяно-Ленинский           | СП деревня Младенск                                    | Жиздринский      |
| 287        | Упрямовский                | СП деревня Упрямово                                    | Юхновский        |
| 288        | Утешевский                 | СП село Утешево                                        | Бабынинский      |
| 289        | Федоринский                | СП деревня Асеньевское                                 | Боровский        |
| 289.000003 | Ферзиковский               | СП посёлок Ферзиково                                   | Ферзиковский     |
| 290        | Фоминичский                | СП село Фоминичи                                       | Кировский        |
| 291        | Фоминский                  | СП село Барятино                                       | Барятинский      |
| 292        | Фроловский                 | СП село Совхоз имени Ленина                            | Дзержинский      |
| 293        | Фроловский                 | СП село Фролово                                        | Сухиничский      |
| 294        | Хваловский                 | СП село Бабынино                                       | Бабынинский      |
| 295        | Хвастовичский              | СП село Хвастовичи                                     | Хвастовичский    |
| 296        | Хиринский                  | СП село Дашино                                         | Мосальский       |
| 297        | Хомяковский                | СП село Ферзиково                                      | Ферзиковский     |
| 298        | Хотисинский                | СП деревня Хотисино                                    | Перемышльский    |
| 299        | Хотьковский                | СП село Хотьково                                       | Думиничский      |
| 300        | Хохловский                 | СП село Перемышль                                      | Перемышльский    |
| 301        | Чаусовский                 | СП село Совхоз Чаусово                                 | Жуковский        |
| 302        | Чернышинский               | СП село Чернышено                                      | Думиничский      |
| 303        | Чернышинский               | СП село Чернышено                                      | Козельский       |
| 304        | Чипляевский                | СП село Чипляево                                       | Спас-Деменский   |
| 305        | Чубаровский                | СП деревня Чубарово                                    | Жуковский        |
| 306        | Шаловский                  | ГП город Мещовск                                       | Мещовский        |
| 307        | Шанско-Заводский           | СП село Шанский Завод                                  | Износковский     |
| 308        | Шершневский                | СП село Сильковичи                                     | Барятинский      |
| 309        | Щелкановский               | СП село Щелканово                                      | Юхновский        |
| 310        | Юрьевский                  | СП деревня Юрьево                                      | Сухиничский      |
| 311        | Якушевский                 | СП деревня Берёзовка                                   | Малоярославецкий |
| 312        | Яровщинский                | СП село Овсорок                                        | Жиздринский      |

#### Сельсоветы Ульяновского района
Сельсоветы Ульяновского района были объединены в территориальные сельские округа. В ОКАТО это изменение было отражено в виде исключения сельсоветов и включения территориальных округов в учётные данные изменением № 12/98 к 1 марта 1999 года.
| №  | Сельсовет             | Территориальный округ | Муниципальное образование |
| -- | --------------------- | --------------------- | ------------------------- |
| 1  | Афанасовский          | Мелиховский           | СП деревня Мелихово       |
| 2  | Брежневский           | Поздняковский         | СП село Поздняково        |
| 3  | Волосово-Дудинский    | Волосово-Дудинский    | СП село Волосово-Дудино   |
| 4  | Вязовенский           | Ульяновский           | СП село Ульяново          |
| 5  | Дудоровский, поссовет | Дудоровский           | СП село Дудоровский       |
| 6  | Касьяновский          | Мелиховский           | СП деревня Мелихово       |
| 7  | Кирейковский          | Поздняковский         | СП село Поздняково        |
| 8  | Кцынский              | Дудоровский           | СП село Дудоровский       |
| 9  | Медынцевский          | Ульяновский           | СП село Ульяново          |
| 10 | Озеренский            | Зареченский           | СП село Заречье           |
| 11 | Паневский             | Волосово-Дудинский    | СП село Волосово-Дудино   |
| 12 | Поздняковский         | Поздняковский         | СП село Поздняково        |
| 13 | Поздняковский         | Поздняковский         | СП село Поздняково        |
| 14 | Уколицкий             | Зареченский           | СП село Заречье           |
| 15 | Ульяновский           | Ульяновский           | СП село Ульяново          |
| 16 | Ягодненский           | Мелиховский           | СП деревня Мелихово       |

#### Сельсоветы, упразднённые до 2010 года
| № | Сельсовет     | Район         | Год  | Комментарий |
| - | ------------- | ------------- | ---- | --- |
| 1 | Жуковский     | Жуковский     | 1996 | с. Жуково и пгт Протва объединены в г. Жуков |
| 2 | Зеленинский   | Перемышльский | 1998 | объединён с Малютинским в Григоровской сельсовет |
| 3 | Зимницкий     | Куйбышевский  | 2002 | упразднено территориальное общественное самоуправление сельсовета |
| 4 | Малютинский   | Перемышльский | 1998 | объединён с Зеленинским в Григоровской сельсовет |
| 5 | Перемышльский | Перемышльский | 1998 | с. Перемышль передано в подчинение администрации района |
| 6 | Селивановский | Ферзиковский  | 2004 | упразднено мун. обр. |
| 7 | Ферзиковский  | Ферзиковский  | 2005 | 1996: п. Ферзиково провозглашён самостоятельным мун. обр. без статуса сельсовета; 2005: отнесён к категории г.н.п. с образованием ГП; 2011: уже после официального упразднения сельсоветов восстановлен статус с.н.п., ГП преобразовано в СП |

#### Переименованные сельсоветы
| № | Сельсовет      | Район         | Год  | Новое название    |
| - | -------------- | ------------- | ---- | ----------------- |
| 1 | Гордиковский   | Перемышльский | 1998 | Ильинский         |
| 2 | Ждамировский   | Ферзиковский  | н.д. | Красногороденский |
| 3 | Колышовский    | Перемышльский | 1998 | Погореловский     |
| 4 | Чернопотокский | Людиновский   | 2001 | Заболотский       |

#### Территориальные обмены
| № | Сельсовет    | Подчинение         | Год  | Территориальный обмен                                          |
| - | ------------ | ------------------ | ---- | -------------------------------------------------------------- |
| 1 | Ждамировский | Ферзиковский район | 1996 | с. Ждамирово, д. Калужка и Хитровка включены в черту г. Калуги |

В 2018 году в черту Обнинска была включена д. Белкино сельского поселения село Совхоз Боровский Боровского района, относившаяся до 2010 года к Белкинскому сельсовету.

#### Включение бывших посёлков городского типа в сельсоветы
| № | Сельсовет            | Район         | Год  | Включённый бывший пгт (и, если есть, подчинявшиеся ему с.н.п.)                                                                              |
| - | -------------------- | ------------- | ---- | --- |
| 1 | Дудоровский поссовет | Ульяновский   | 2000 | рп Дудоровский, п. Зелёный, Кудияр, Мартынки                                                                                                |
| 2 | Еленский             | Хвастовичский | 2000 | рп Еленский, д. Глебовка, Долина, п. Шишков                                                                                                 |
| 3 | Мятлевский           | Износковский  | 2000 | рп Мятлево, д. Айдарово, Богданово, Большое Фотьяново, Гришино, Запрудная, Клины, Кононово, Пушкино, Самородка, Степанчики, Шестово, Юдинка |

Посёлок (до 2005 года рабочий посёлок) Дугна Ферзиковского района, преобразованный в 2012 году в сельский населённый пункт без образования сельсовета, учитывался до 26.11.2015 в ОКАТО учитывался как посёлок городского типа.

#### Поссоветы
После распада СССР поссоветы в качестве объектов административно-территориального устройства не выделялись, но это обозначение использовалось в названии трёх внутрирайонных муниципальных образований:
- Дугнинский поссовет Ферзиковского района[72];
- Дудоровский поссовет Ульяновского района (на уровне административно-территориального устройства фактически сельсовет после преобразования административного центра в с.н.п., см. выше);
- Середейский поссовет Сухиничского района[73].

Населённые пункты Дудоровского поссовета вошли в состав сельского поселения село Дудоровский; Дугнинский поссовет был разделён — населённый пункт Зверохозяйство вошёл в сельское поселение деревня Бронцы, Дугна и населённые пункты Богданинского сельсовета образовали городское (с 2012 года сельское) поселение посёлок Дугна; Середейский поссовет был преобразован в городское поселение посёлок Середейский.